# Manyagiro
Manyagiro ist einer von 21 Sektoren im Distrikt Gicumbi in der Nordprovinz von Ruanda.

## Geographie
Manyagiro hat eine Fläche von 29,8 km² und liegt auf einer Höhe von etwa 2000 m. Der Sektor unterteilt sich in die sechs Zellen Kabuga, Nyiragifumba, Nyiravugiza, Ryaruyumba, Remera und Rusekera und umfasst 36 Dörfer. Nachbarsektoren sind im Nordosten Cyumba, im Osten Mukarange, im Südosten Byumba, im Süden Nyankenke, im Südwesten Gatebe und im Nordwesten Bungwe.

## Bevölkerung
Nach der Volkszählung von 2022 betrug die Einwohnerzahl 22.635 Einwohner. Zehn Jahre zuvor waren es 19.371, was einem jährlichen Bevölkerungszuwachs von 1,6 Prozent zwischen 2012 und 2022 entspricht.

## Verkehr
Durch den Sektor Manyagiro verläuft etwa in Ost-West-Richtung die Stand 2022 nicht asphaltierte Nationalstraße 21. Im Westen des Sektors bei Kavure wird sie von einer District Road gekreuzt.